# Ghatophryne ornata
Ghatophryne ornata är en groddjursart som beskrevs av Günther 1876. Ghatophryne ornata ingår i släktet Ghatophryne och familjen paddor. Inga underarter finns listade i Catalogue of Life.
Denna padda förekommer i sydvästra Indien. Den lever i kulliga regioner och i bergstrakter mellan 780 och 1400 meter över havet. Arten vistas i fuktiga skogar och exemplaren etablerar revir. Honor lägger de befruktade äggen i ett litet vattendrag. Där sker metamorfosen.
Beståndet hotas av skogsröjningar och andra landskapsförändringar. Andra groddjur i regionen drabbas av svampsjukdomen Batrachochytrium dendrobatidis. IUCN listar arten som sårbar (VU).

## Bildgalleri

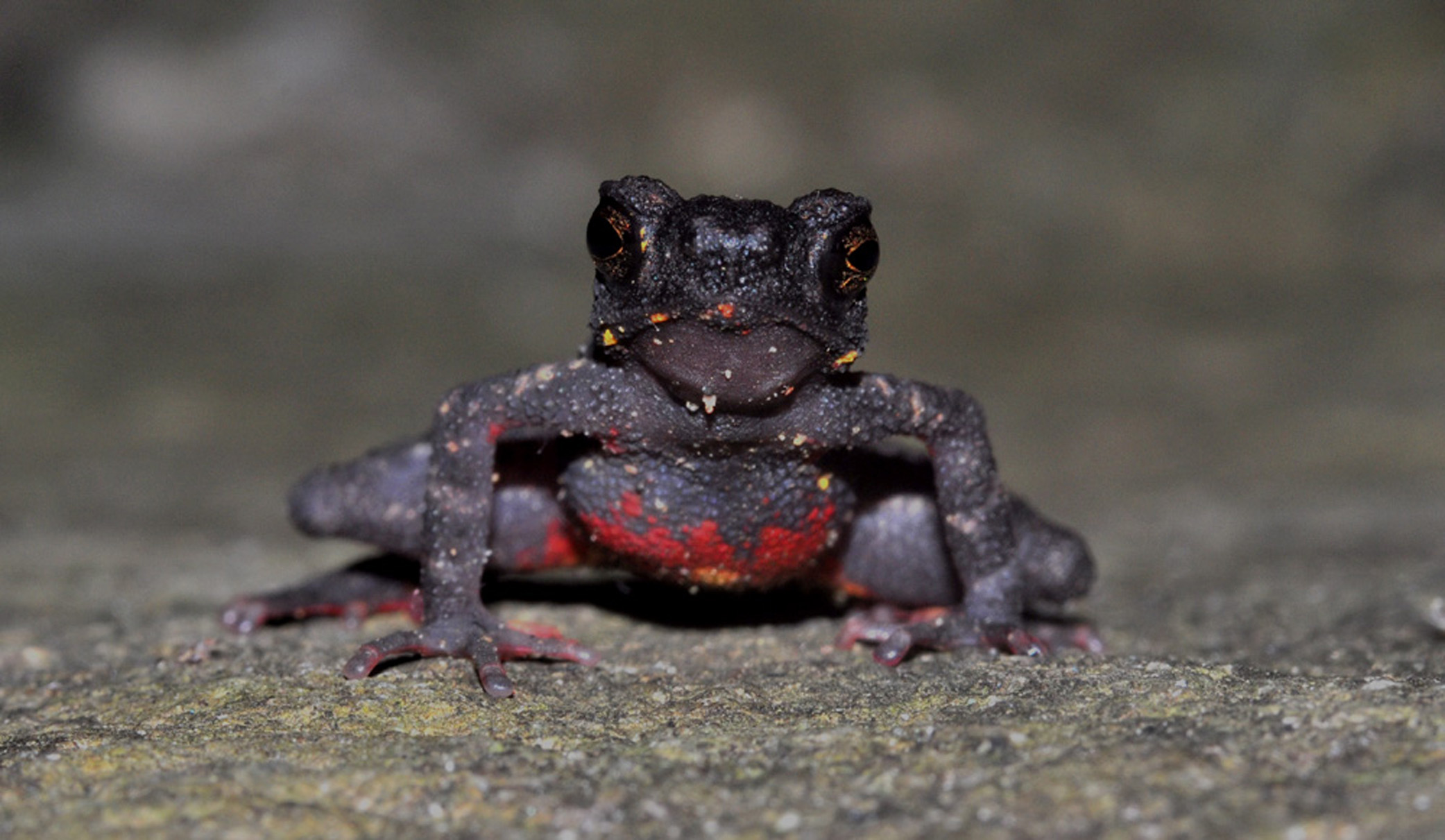